# Violența împotriva femeilor
Violența împotriva femeilor (VÎF) reprezintă totalitatea actelor de violență care sunt comise împotriva femeilor. Declarația Națiunilor Unite de eliminare a violenței împotriva femeilor precizează că:
"violența împotriva femeilor este o manifestație a inegalității relațiilor de putere dintre bărbați și femei" și că "violența împotriva femeilor este un mecanism social prin care femeile sunt forțate sa ia o poziție subordonată bărbatului."
Kofi Annan, secretar general al ONU, a declarat într-un raport din 2006 publicat pe site-ul Fondului ONU de dezvoltare pentru femei (UNIFEM) că:
"Violența împotriva femeilor și fetelor este o problemă de proporții pandemice. Cel putin una din trei femei din lume a fost bătută, forțată să întrețină relații sexuale sau abuzata de-a lungul vieții, în multe cazuri de cineva apropiat sau cunoscut.
Violența împotriva femeilor poate fi clasificată în mai multe categorii. Sursa abuzului poate reprezenta atât persoane individuale cât și "state" sau organizații criminale. Acțiuni de violentă împotriva femeilor includ violul, violența în familie, hărțuirea sexuală, infanticidul feminin, avortul selectiv al feților de sex feminin, violența obstetrică precum și tradiții și obiceiuri dăunătoare femeilor precum crima de onoare, crima de zestre, mutilarea genitala la femei, răpirea miresei și căsătoria forțată. Anumite forme de violență sunt comise de către stat precum violuri din război, violența și sclavia sexuală din timpul războaielor, sterilizarea forțată, avortul forțat, violența comisă de poliție sau alte autorități, lapidarea sau biciuirea. Alte forme de VÎF, precum traficul de femei sau prostituția forțată sunt de obicei comise de organizații criminale.  
Organizația Mondială a Sănătății (OMS), în cercetările sale privind VÎF, a analizat și a clasificat diferitele forme ale VÎF care au loc în toate etapele vieții, înainte de naștere până la vârstă înaintată.

Recent s-a început rezolvarea acestor probleme la nivel international, prin tratate și convenții. De asemenea, Uniunea Europeana a emis niște directive pentru combaterea hartuirii sexuale  sau a traficului de persoane.

## Definiție
Convenția Consiliului Europei privind prevenirea și combaterea violenței împotriva femeilor și a violenței domestice, cunoscută și sub numele de Convenția de la Istanbul, oferă următoarea definiție a violenței împotriva femeilor:
„Violența împotriva femeilor este înțeleasă ca o încălcare a drepturilor omului și o formă de discriminare împotriva femeilor și înseamnă toate actele de violență bazate pe gen care au ca rezultat sau sunt susceptibile să genereze prejudicii fizice, sexuale, psihologice sau economice sau suferință femeilor, inclusiv amenințările cu astfel de acte, coerciția sau privarea arbitrară de libertate, indiferent dacă au loc în viața publică sau în viața privată”
Deși Convenția privind eliminarea tuturor formelor de discriminare împotriva femeilor (CEDÎF) din 1979 include Violența Împotriva Femeilor (VÎF) în Recomandările sale generale 12 și 19, iar Declarația și Programul de acțiune de la Viena menționează VÎF la punctul 18, a fost Rezoluția Adunării Generale a Organizației Națiunilor Unite din 1993 privind Declarația privind eliminarea violenței împotriva femeilor, care a devenit primul instrument internațional care definește explicit VÎF și elaborează pe această temă. Alte definiții ale VÎF sunt furnizate de Convenția inter-americană din 1994 privind prevenirea, pedepsirea și eradicarea violenței împotriva femeilor și de Protocolul de la Maputo din 2003.

## Istorie

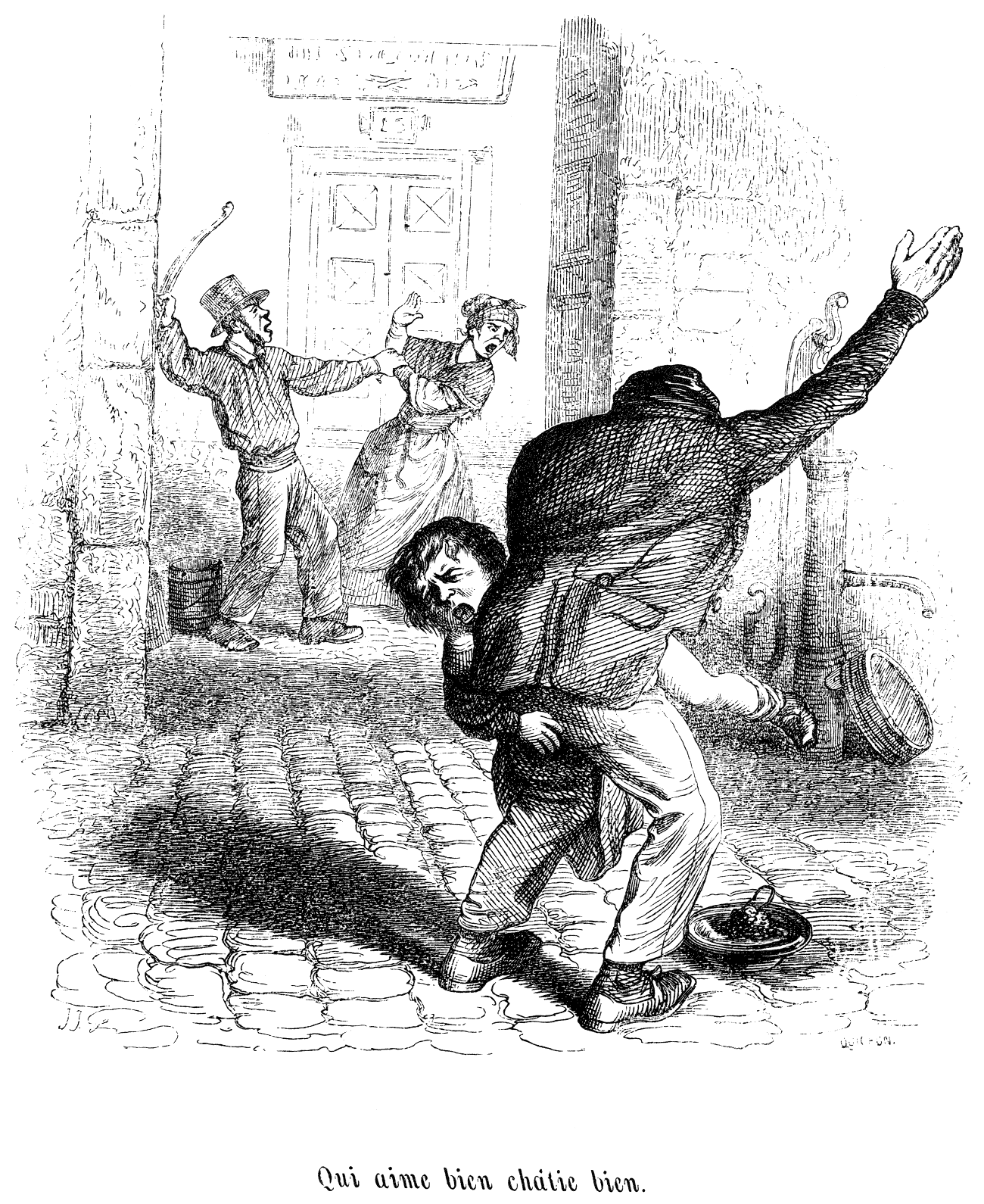
Ilustrație de JJ Grandville din volumul Cent Proverbes (1845) având mențiunea "Qui aime bien châtie bien" (Cine iubește bine, pedepsește bine). Un bărbat lovind o femeie este arătat în spatele scenei.

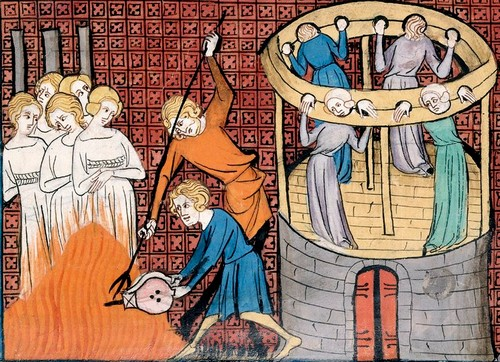
Miniatură ce reprezintă torturarea și arderea vrăjitoarelor, secolul al XIV-lea.

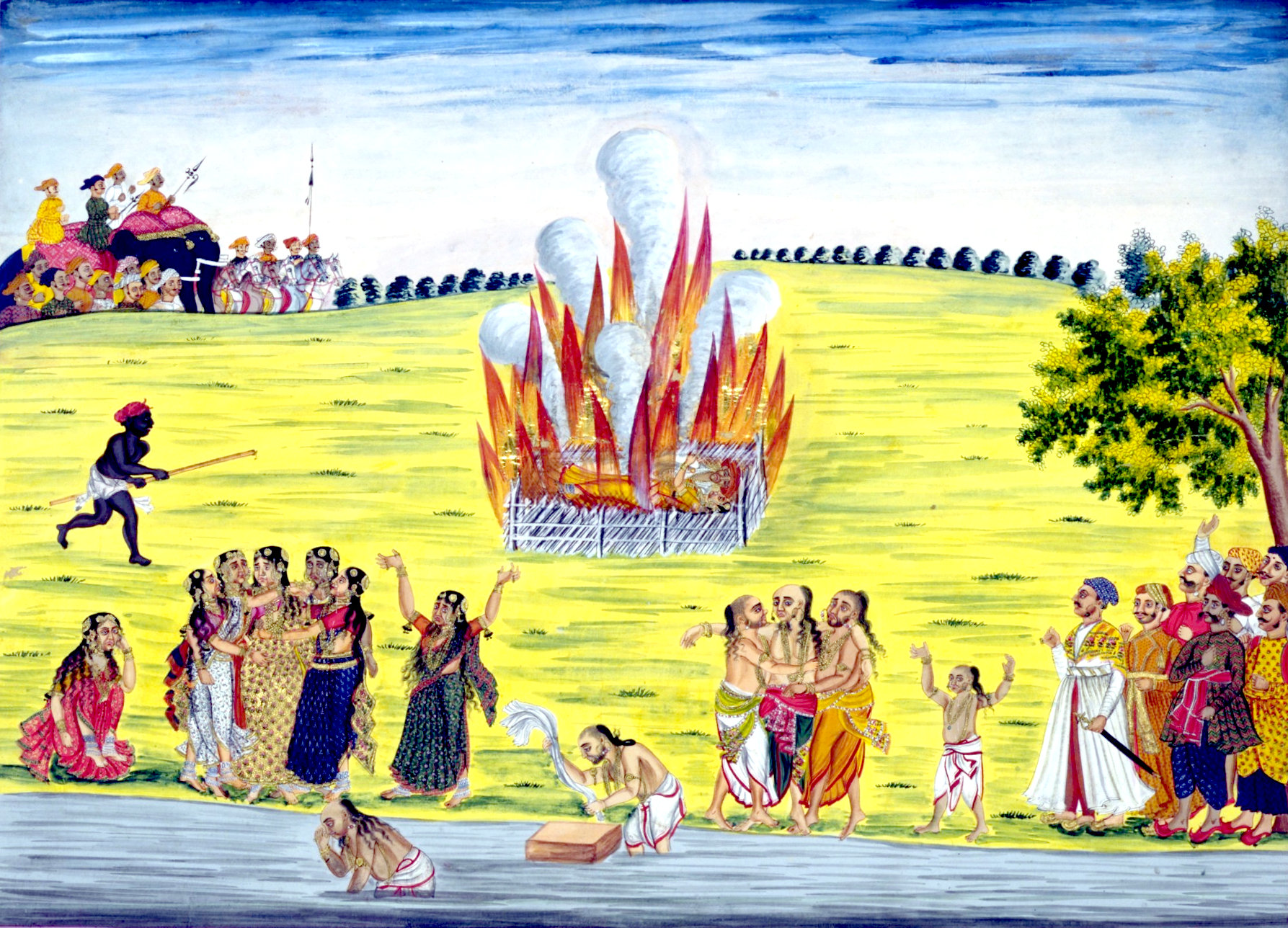
Ceremonie Sati, o tradiție hindusa în care o văduvă se arde pe rug alături de soțul ei.

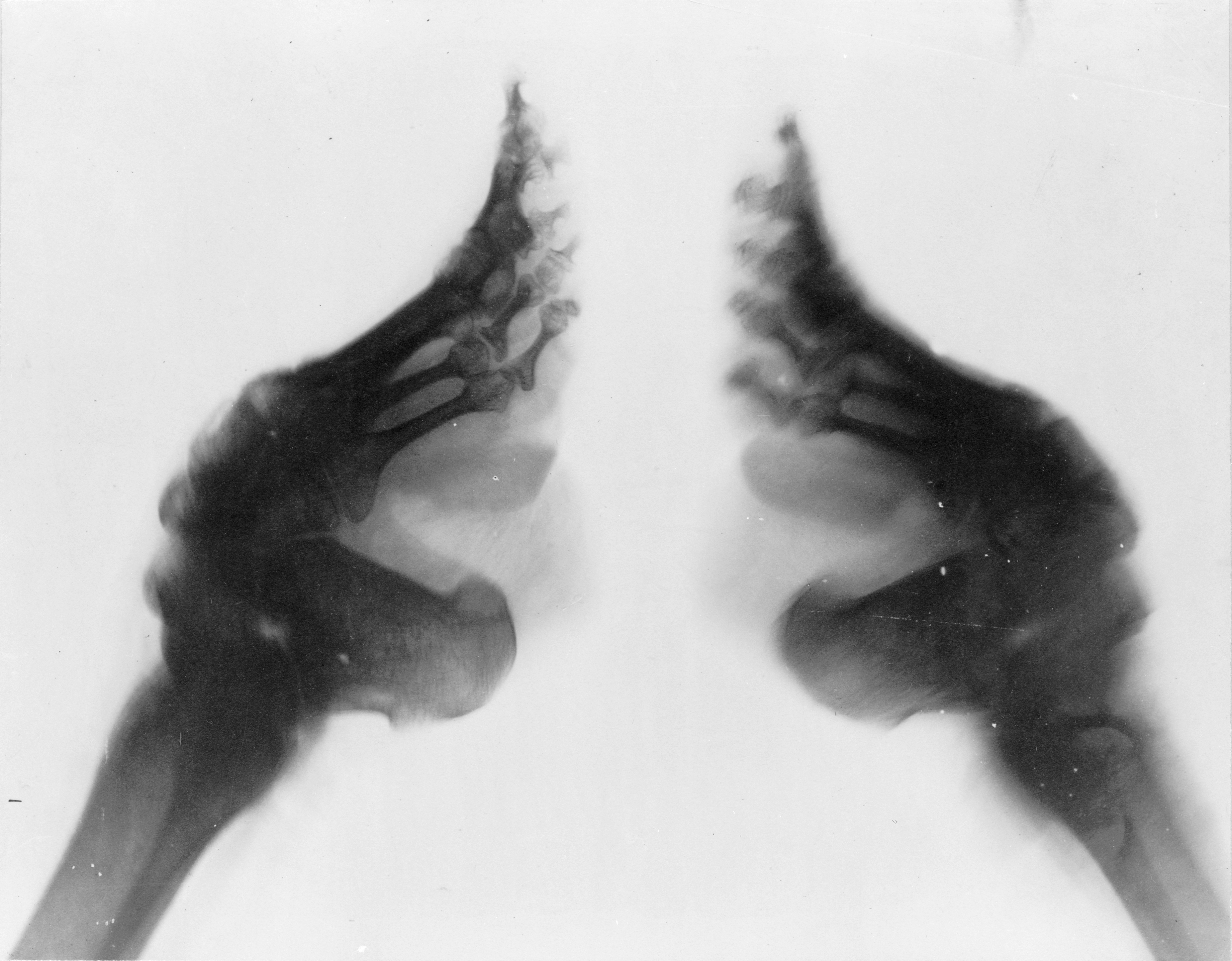
Imagine cu raze X reprezentând picioarele legate ele unei fete, o forma de tortura ce a fost practicata în China.

Violența împotriva femeilor rămâne un subiect putin documentat de-a lungul istoriei, deoarece foarte multe tipuri de VIF precum violul, asaltul sexual sau violența în familie nu sunt raportate din cauza normelor sociale, rușinii sau presiunii exercitate din partea persoanelor apropiate. Deși istoria VIF este greu de analizat, aceasta a fost practicată și legiferată de-a lungul istoriei.  De exemplu, legea imperiului roman dădea dreptul bărbaților sa își bată nevestele, chiar și pana la moarte sau arderea pe rug a vrăjitoarelor, care era comisa atât de către state cât și de către biserică. Unii istorici sunt de părere că VIF este legată de ideea de a vedea femeile ca pe un obiect în posesiunea bărbatului și care trebuie să servească nevoile acestuia. Alte surse oferă explicații pentru VIF ce țin de patriarhat și de un statu-quo mondial în care inegalitățile de sex există și sunt perpetuate. Chiar și în ziua de astăzi, este recunoscut faptul ca violența împotriva femeilor există oriunde în lume, și că "nu există regiune din lume, țară sau cultură în care nu există manifestări de violență împotriva femeilor. " Anumite regiuni nu mai sunt asociate cu anumite forme de VIF, dar aceste forme de violență se manifestau destul de des până de curând - cum este cazul crimelor de onoare din Europa de Sud/Mediteraneana. De exemplu, în Italia, pana în anul 1981 codul penal prevedea circumstanțe atenuante în cazul uciderii unei femei din motive de onoare, răufăcătorii primind astfel pedepse reduse pentru aceste tipuri de crime.

## Impactul asupra societății

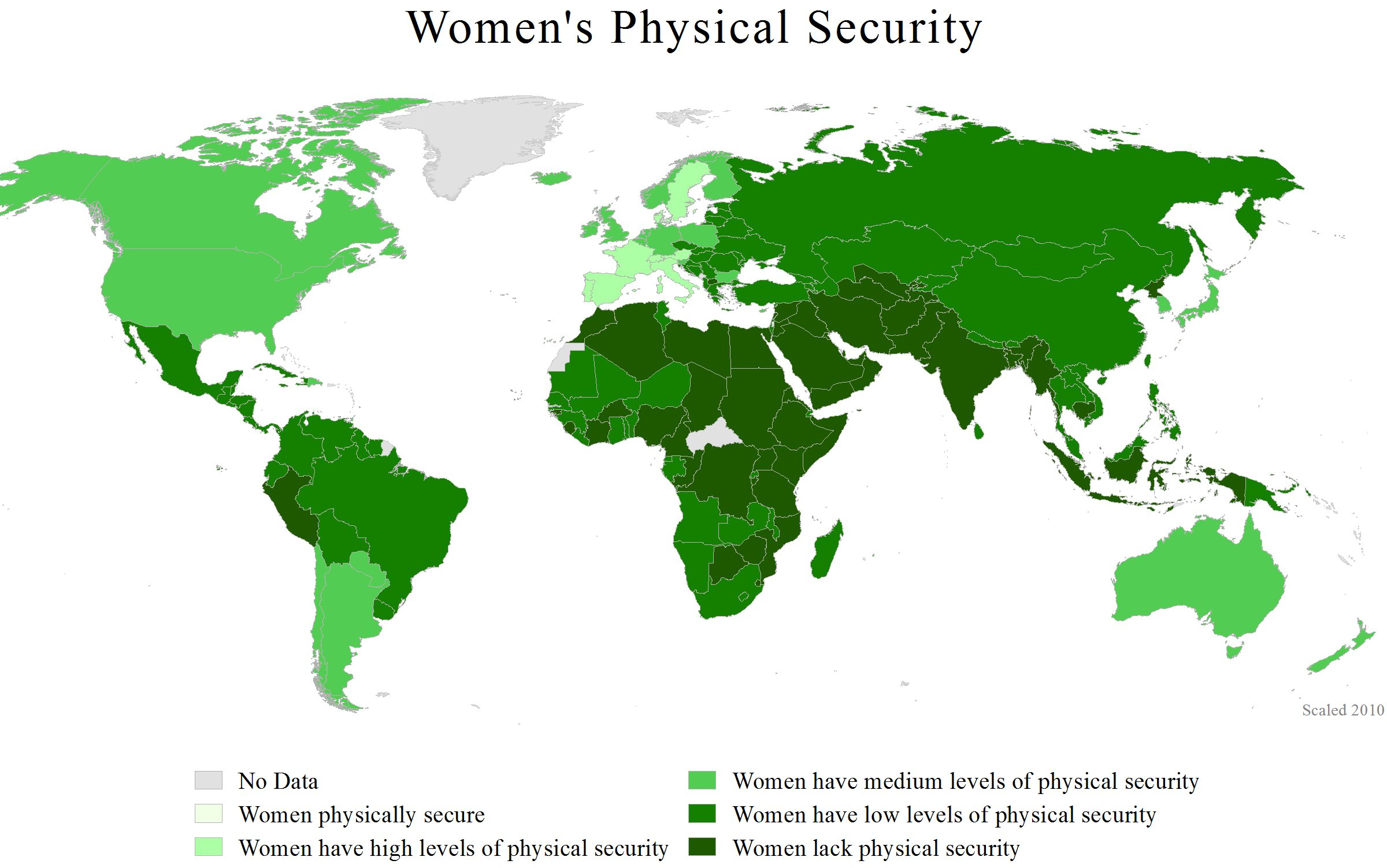
Harta a lumii ce prezintă nivelul de securitate al femeilor la nivelul fiecărei tari, 2011.

Conform unui articol din Jurnalul pentru Sănătate și Drepturi Umane , în ciuda multor ani de susținere a drepturilor și libertăților femeilor și implicării mai multor organizații feministe, VIF "rămâne una dintre cele mai omniprezente forme de încălcare a drepturilor omului din lume." Violenta împotriva femeilor se poate săvârși atât în spațiul public cât și în cel privat, oricând de-a lungul vieții. Multe femei sunt îngrozite de aceste amenințări de violenta și acest lucru are un impact puternic asupra vieții lor, întrucât nu își pot exercita drepturile umane la fel precum bărbații. Cauzele care duc la VIF pot veni nu numai din diferențe de sex, dar și din diferențe de statut social, cultură, etnicitate, religie sau orientare sexuală.

## Tipuri de violență împotriva femeilor

### Violul
Violul este o infracțiune pedepsită de lege, care se referă la un act sexual care are loc împotriva voinței unuia din parteneri. Deși violul poate fi săvârșit și împotriva bărbaților, femeile sunt de departe cele mai frecvente victime ale violurilor. Refuzul victimei sau lipsa consimțământului acesteia constituie diferența esențială dintre viol și actul sexual voit. În centrul discuțiilor purtate în societate și în tribunale se află însă ideea de credibilitate a victimei; aceasta trebuie să dovedească celorlalți că a fost vorba de un “viol real” , adică nu și-a încurajat prin diverse mijloace agresorul/agresorii.
Pentru femei, violul reprezintă o experiență traumatizantă, motiv pentru care încă din copilărie sunt “socializate pentru viol” , ele “învățând” o serie de reguli privind locurile sau persoanele pe care le pot frecventa, măsurile de evitare a pericolelor la care se expun dacă circulă neînsoțite seara sau în timpul nopții ș.a.m.d.
În ceea ce privește violul, în societatea contemporană continuă să existe mai multe prejudecăți, care nu fac altceva decât să inducă ideea că întreaga vină pentru agresiunea suferită revine femeii:
1. femeile spun “nu”, dar înțeleg “da” ;
2. violul reprezintă o fantezie sexuală pe care o au, în egală măsură, atât femeile cât și bărbații;
3. bărbatul a fost “provocat” de comportamentul sau vestimentația femeii.
4. Aceste prejudecăți sunt întărite și perpetuate de imaginile pornografice difuzate de mass-media; pornografia este cea care susține, între altele, că femeile incită la, încurajează, cer și chiar au nevoie de violență sexuală [23].

Cel mai răspândit mit în legătură cu violul este acela că femeile sunt agresate de maniaci sexuali necunoscuți, care le acostează în locuri puțin umblate, de preferință seara sau noaptea. Totuși, aproximativ jumătate din violuri sunt comise de bărbați pe care femeia îi cunoaște și în care are încredere: un prieten, o rudă, soțul..

#### Violul marital
Violul marital (denumit și viol conjugal), ca formă a violenței sexuale exercitată împotriva femeii, a fost și continuă să fie perceput ca un act aparținând sferei normalității prin prisma tradiției patriarhale ce a influențat și sfera juridică.
Violul marital este mai dificil de identificat și legiferat din cauza concepțiilor legate de
căsătorie conform cărora este de „datoria“ femeii să întrețină relații sexuale cu soțul ei ei ori de câte ori acesta dorește, dorința ei fiind minimalizată.
Deși violul marital a fost incriminat de legislația românească prin Legea 197/2000 este încă nevoie de timp pentru a accepta că instituția căsătoriei nu este o cetate în interiorul căreia soțul are imunitate. Legea 197/2000 a incriminat violului între soți, prin abrogarea art.197 alin.5 C.pen. și instituirea agravantei speciale din alin.2 lit.b1 cu privire la victima care este membru de familie ("Pedeapsa este închisoare de la 5 la 15 ani, dacă ... b1)  victima este membru al familiei") or, conform art..1491 C.pen., membru de familie este și soțul făptuitorului. Această prevedere de agravantă referitoare la membrii de familie nu se mai regăsește în noul Cod penal, art. 218, ci doar referința la rudă în linie directă, la frate și la soră, violul marital fiind astfel incriminat în forma simplă a infracțiunii de viol (adică fără a constitui o agravantă).

### Violența în familie
Violența în familie include toate actele de violență apărute într-o relație de tip familial între rude de sânge, rude prin alianță, soți sau concubini. Indiferent de factori ca etnia, mediul cultural de proveniență, educația, culoarea pielii, starea economică, femeile sunt victime predilecte ale violenței domestice, sintagma folosindu-se în vorbirea curentă pentru a desemna, de obicei, violența bărbatului împotriva partenerei sale.
Violența domestică se poate manifesta prin: 
- abuz fizic, de orice formă, de la bătaie la omucidere, de la mutilarea genitală feminină la uciderea soției după moartea soțului sau infanticidul feminin;
- abuz sexual – viol marital, obligarea partenerei să se prostitueze;
- abuz psihic și emoțional – intimidări, amenințări (inclusiv la adresa copiilor sau altor rude apropiate), agresiune verbală, umilire constantă, folosirea poreclelor, distrugerea demonstrativă a unor obiecte, lovirea animalelor domestice, confiscarea obiectelor personale, afișarea ostentativă a armelor, șantajul, izolarea de familie, prieteni;
- abuz economic – lipsirea de mijloace de subzistență (hrană, medicamente), refuzul de a contribui la susținerea familiei, împiedicarea femeii să meargă la slujbă sau să lucreze, luarea cu forța de către partener a banilor câștigați de femeie, lipsirea femeii de orice control asupra bugetului comun.

#### Crime de onoare
Organizația non-guvernamentală Human Rights Watch definește crima de onoare astfel: ”Crimele de onoare reprezintă acte de răzbunare, în general soldate cu moarte, realizate de membrii bărbați ai unei familii, împotriva femeilor din aceiași familie, presupuse ca ar fi adus dezonoarea asupra întregii familii. O femeie poate fi acuzată de acest lucru din motive multiple, printre care: refuzul unei căsătorii aranjate, a fost victima unei agresiuni sexuale, dorința divorțului, adulterul, pierderea virginității înainte de căsătorie sau comiterea adulterului. Însă simpla prezumție că o femeie a adus rușinea asupra familiei sale este suficientă pentru a aduce o amenințare asupra vieții ei”. Amnesty International adaugă: ” În cazul onoarei, iertarea nu este posibilă. Femeile suspectate de asemenea fapte, nu se pot apăra iar membrii familiei nu au altă alternativă în fața societății decât să îndepărteze pata ce le-a atins onoarea prin atacul asupra femeii în cauză.”

#### Crime pentru zestre

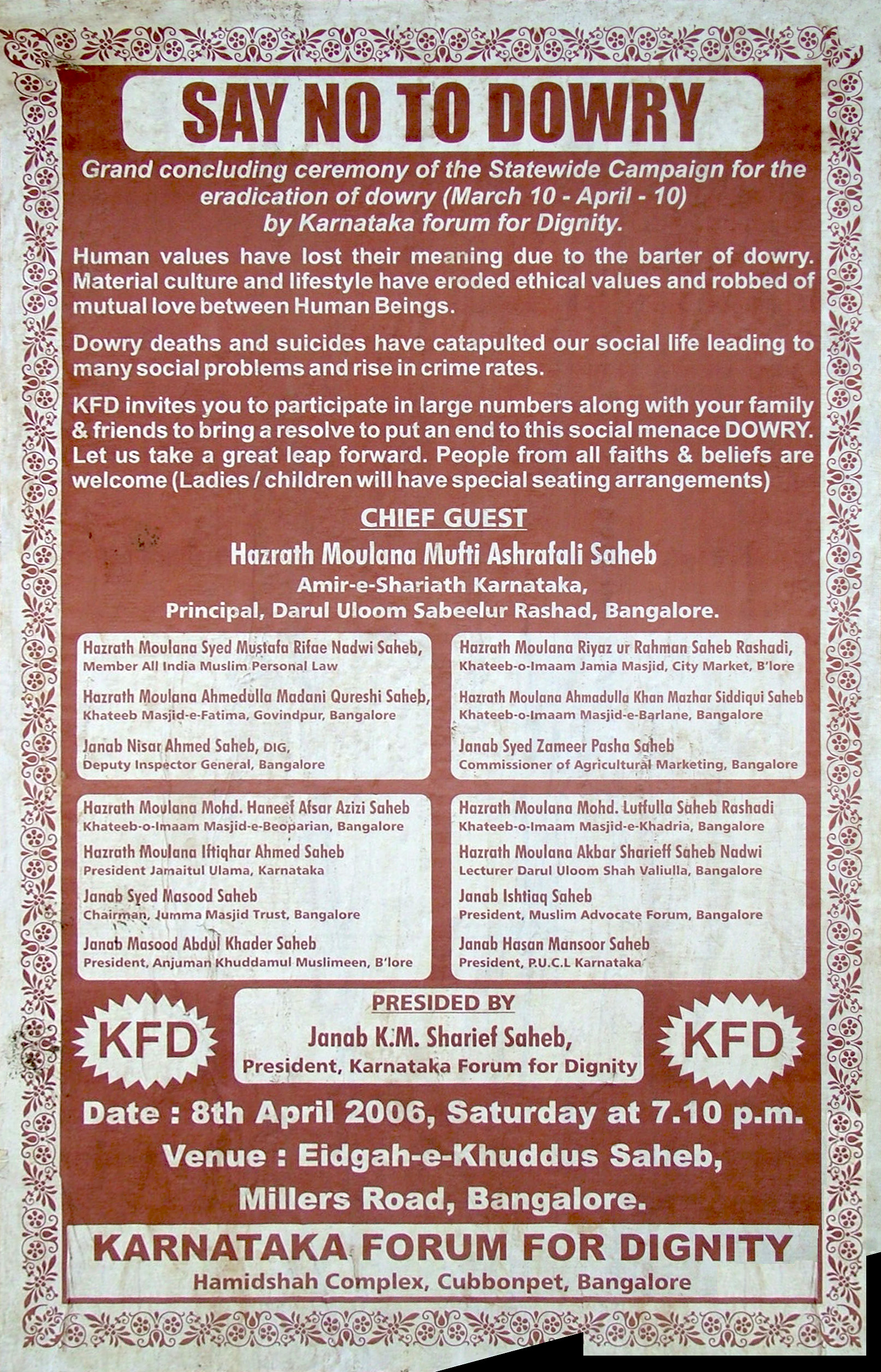
Poster care promovează încetarea obiceiului de zestre în Bangalore, India, având titlul "Spune nu zestrei!".

Obiceiul de zestre a miresei, care este comun în Asia de Sud, în special în India, este un element declanșator a multor forme de violență împotriva femeilor. Arderea miresei este o formă de violență împotriva femeilor, în care mireasa este ucisă la domiciliu de către soțul ei sau de familia soțului, datorită nemulțumirii față de zestrea oferită de familia ei. Crimele pentru zestre sunt comune în India, Pakistan, Bangladesh și Nepal. În India, numai în 2011 Biroul National de Crimă a raportat 8,618 decese datorită acestor tipuri de crime, în timp ce datele neoficiale sugerează că numărul de astfel de incidente este de cel puțin trei ori mai mare.

#### Căsătorii forțate
Căsătoria forțată este o căsătorie în care una sau ambele părți sunt căsătorite împotriva voinței lor. Căsătoria forțată este distinctă de căsătoria aranjată, în care ambele părți sunt de acord cu aranjamentul părinților care le găsesc o pereche, deși diferența dintre cele două poate fi indistinctă. Căsătoriile forțate sunt comune în Asia de Sud, Orientul Mijlociu și Africa. Obiceiuri precum cumpăratul miresei contra-cost și zestrea, care există în multe părți ale lumii, contribuie la această practică. O căsătorie forțată este de multe ori modalitatea de a rezolva unele conflicte între familii, prin acordarea unei femei de la o familie la alta.
Obiceiul de răpire a miresei continuă să existe în unele țări din Asia Centrală, cum ar fi Kârgâzstan, Kazahstan, Uzbekistan, zona Caucaz sau unele țări din Africa, în special Etiopia. O fată sau o femeie este răpită de bărbatul care o dorește de nevastă, care este de multe ori ajutat de prietenii săi. Victima este de multe ori violată de răpitor, după care el poate încerca să negocieze un preț de mireasa cu bătrânii satului pentru a legitima căsătoria.

### Hărțuirea sexuală
Hărțuirea sexuală se referă la avansuri sexuale nedorite și persistente, de obicei la locul de muncă, în situații în care consecințele unui refuz pot deveni, potențial, foarte dezavantajoase pentru victima hărțuită. Un hărțuitor dorește să domine victima și să profite de starea de inferioritate în care aceasta se află sau în care este adusă prin diferite mijloace, în scopul obținerii unor foloase sau avantaje sexuale (când vorbim de hărțuire sexuală), imorale (plăcerea de a face rău cuiva) sau/și materiale.

### Trafic de persoane și prostituție forțată
Traficul de persoane este “Recrutarea, transportul, transferul, adăpostirea sau primirea de persoane, inclusiv schimbul sau transferul de control asupra persoanelor în cauză, efectuate sub amenințare sau prin uz de forță sau prin alte forme de constrângere, prin răpire, prin fraudă, prin înșelăciune, prin abuz de putere sau profitând de starea de vulnerabilitate sau prin oferirea sau primirea de bani sau de alte foloase pentru a obține consimțământul unei persoane care deține controlul asupra alteia, în vederea exploatării.” (Directiva 2011/36/EU)
În Europa, peste jumătate din victimele traficului de persoane sunt femei exploatate în scopuri sexuale. Victimele sunt bătute și violate în mod repetat, private de libertate și terorizate. În 2012, în România au fost înregistrate 1041 de victime ale traficului de persoane, dintre care 526 au fost exploatate sexual. Aproape jumătate din femeile traficate au fost minore. (conform ANITP)

### Violența perpetuată de state

#### Violența cauzată de forțele de poliție sau alte autorități

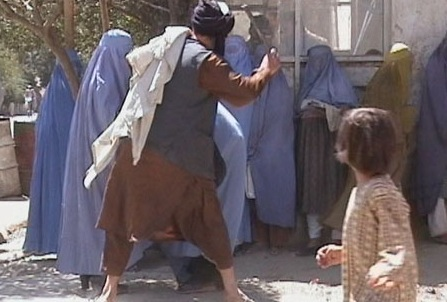
Un membru al poliție religioase din Afganistan bate o femeie. Kabul, 26 august 2001.

Când ofițerii de poliție abuză de puterea lor și asaltează victime sau comit acte de hărțuire sexuală, victimele (inclusiv femeile) se simt mult mai puțin capabile de a raporta violența la care au fost expuși. Încălcări ale drepturilor omului comise de către forțele de ordine și personalul militar din multe țări sunt corelate cu accesul redus la serviciile de sănătate publică și cu practici riscante în rândul grupurilor vulnerabile, cum ar fi femeile sau prostituatele. Aceste practici sunt deosebit de răspândite în zonele cu stat de drept slab și profesionalism si management scăzut al poliției și personalului militar. Abuzuri ale poliției sunt legate de o gamă largă de probleme de sanatatate, precum tulburarea de stres post-traumatic (PTSD) și abuzul de droguri.

#### Violul și sclavia sexuală din timpul conflictelor militare

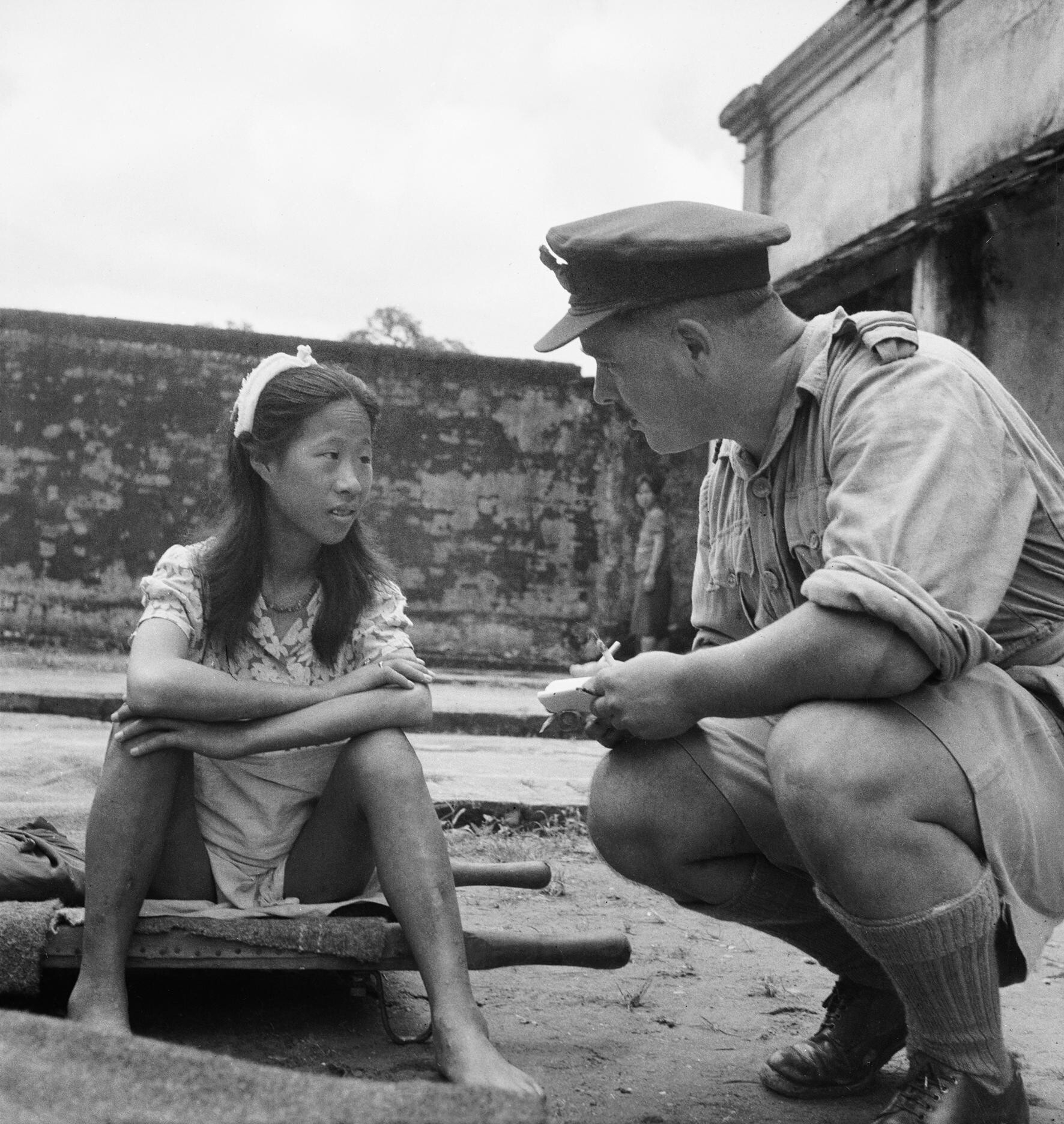
Rangoon, Burma. 8 august 1945. O tânăra de etnie chineză care a făcut parte din "batalionul de confort" al armatei japoneze, dă un interviu unui ofițer al trupelor aliate.

Violuri de război sunt violuri comise de soldați sau civili în timpul unui conflict armat sau în timpul unei ocupații militare, care se deosebește de agresiunile sexuale și violurile comise între trupe în cursul serviciul militar. Acest tip de violență include, de asemenea, situația în care femeile sunt forțate să se prostitueze sau sa fie sclave sexuale de către puterea de ocupație. În timpul celui de-al doilea război mondial, armata japoneză a înființat bordeluri militare în care fete și femei au fost abuzate și forțate sa fie sclave sexuale pentru soldați.

#### Sterilizare forțată și avort forțat
Sterilizarea forțată și avortul forțat sunt forme de violență împotriva femeilor. Astfel de proceduri se practica în țări precum Uzbekistan și China.

#### Lapidare și biciuire
Lapidarea (Linșajul / omorârea cu pietre) (în latină lapidatio) este o execuție la moarte dintre cele mai crude, osânditul este ucis prin aruncare de pietre. Această metodă barbară din vechime, în ciuda protestelor organizațiilor pentru drepturile omului, este și azi aplicată în unele țări islamice din Africa, ca și unele țări din Asia, ca Afghanistan și Iran. Sentința este dată în general de un monarh sau de justiție, osânditul este îngropat până la bazin sau piept, restul corpului fiind expus pietrelor aruncate de mulțime. Acest mod de execuție se aplică într-un procent mai mare la femei ca la bărbați. Motivul osândirii pot fi relații extraconjugale, vrăjitorie sau hoție.
Biciuirea reprezintă actul de metodic de a bate sau biciui corpul uman. Este o pedeapsă judiciară în diferite țări pentru infracțiuni specifice, inclusiv sexul în afara căsătoriei. Aceste pedepse folosite pentru relații sexuale în afara căsătoriei, pe lângă faptul ca ele constituie o formă de violență în sine, pot descuraja victimele unor violuri de la raportarea infracțiunii, deoarece victimele pot fi ele însuși pedepsite (în cazul în care nu pot dovedi ca au fost victimele unui viol sau abuz) 

### Mutilarea genitală a femeilor

Hartă ce arată prevalența mutilării genitale la femei în Africa.

Mutilarea genitală a femeilor (MGF) este definită de Organizația Mondială a Sănătății (OMS) ca fiind procedura care constă în "îndepărtarea parțială sau totală a organelor genitale externe feminine, sau crearea altor leziuni organelor genitale feminine pentru non-motive medicale."  Conform unui raport UNICEF 2013, 125 de milioane de femei și fete din Africa și din Orientul Mijlociu s-au confruntat cu MGF. OMS prevede că "procedura nu are beneficii de sănătate pentru fete și femei", iar "procedurile pot provoca sângerări severe și probleme urinare, chisturi, infecții, infertilitate, precum și complicații la naștere cu un risc mai mare de deces al nou-născutului. MGF este recunoscută pe plan internațional ca o încălcare a drepturilor fetelor și femeilor. Această practică reflectă inegalitatea adânc înrădăcinată între sex, și constituie o formă extremă de discriminare împotriva femeilor. Potrivit unui raport UNICEF, țările în care femeile sunt expuse la mutilare genitală cel mai des sunt Somalia (cu 98% dintre femei afectate), Guineea (96%), Djibouti (93%) , Egipt (91%), Eritreea (89%), Mali (89%), Sierra Leone (88%), Sudan (88%), Gambia (76%), Burkina Faso (76%), Etiopia (74%) , Mauritania (69%), Liberia (66%), și Guineea-Bissau (50%).
Mutilarea genitală a femeilor face parte din ritualurile și obiceiurile culturale locale în diferite comunități sau țări din Africa și Orientul Mijlociu. Această practică continuă să existe inclusiv în locuri unde este interzisă de legislația națională. Conform Comitetului Inter-African, MGF este definită ca o "practică tradițională dăunătoare". Datorită globalizării și a imigrației, MGF s-a răspândit dincolo de Africa și Orientul Mijlociu în țări precum Australia, Belgia, Canada, Franța, Noua Zeelandă, SUA, și Marea Britanie 